# Eisblume
Eisblume (niem. Lodowy kwiat) – niemiecka grupa poprockowa, która powstała w Berlinie.
Jej członkami byli: wokalistka Sotiria Schenk alias "Ria", Golo Schultz (keyboard), Philipp Schardt (bas), Philipp Schadebrodt (perkusja) i Christoph Hessler (gitara). Latem 2008 grupa supportowała koncert Ich+Ich, a na początku 2009 grała już jako gwiazda wieczoru.
16 stycznia 2009 roku Eisblume wydali singiel pt. Eisblumen, który w rzeczywistości był interpretacją tej samej piosenki autorstwa zespołu Subway to Sally, pochodzącej z 2005 roku. "Eisblumen" zdobył 3. miejsce na niemieckich listach przebojów 2009 i został 43. najlepiej sprzedającym się utworem. Towarzyszył mu animowany teledysk, wyprodukowany przez sztokholmskie „Kaktus Films”. Teledysk ów nominowano do nagrody ECHO w kategorii „Najlepszy krajowy wideoklip”. Celem akcji „Artists Development”, od grudnia 2008, Eisblumen odtwarzany był w stacji VIVA w ramach tak zwanej rotacji.
Debiutancka płyta Eisblume - Unter dem Eis (niem. Pod lodem) - ukazała się 6 marca 2009 roku w B1/Universal Music. Trasa koncertowa promująca "Unter Dem Eis" ruszyła wiosną tego samego roku. Sotiria nagrała też, wraz z Subway to Sally, utwór Komm in meinen Schlaf.

## Dyskografia
- 2009 – Unter dem Eis
- 2012 - Ewig

## Teksty
Zespół nie napisał jak dotąd żadnych własnych tekstów. Piosenki na Unter dem Eis zostały zaczerpnięte od trzech różnych zespołów. Współpraca z Michaelem Bodenem alias Bodenski (Subway to Sally) została nawiązana raczej przypadkowo. Ria usłyszała oryginalną wersję Eisblumen na imprezie, po której poprosiła Bodena o pozwolenie na nagranie covera. Bodenski zgodził się i napisał dodatkowo tekst piosenki Unter dem Eis. Przed ukazaniem się singla Ria i Bodenski spotkali się jeszcze osobiście. Wbrew wcześniejszym zapowiedziom Bodenski nie został producentem, jednak regularnie pisze teksty piosenek.

## Styl
Grupa poprzez swój styl i głos wokalistki porównywana była często z takimi grupami jak LaFee, Silbermond, Rosenstolz, Juli, Cinema Bizarre czy Angelzoom. Po rozwiązaniu w 2013 roku Sotiria rozpoczęła solową karierę.